# Rudbeckia hirta
La Rudbeckia irta (nome scientifico Rudbeckia hirta L., 1753) è una pianta erbacea, biennale a fiori gialli, simile alle margherite, appartenente alla famiglia delle Asteraceae.

## Etimologia
L'etimologia del nome generico (Rudbeckia) deriva dal cognome di due botanici svedesi (padre e figlio) Olaus Johannis Rudbeck (1630-1702) e Olaus Olai Rudbeck (1660-1740); il promotore di questa dedica fu Carl von Linné. L'epiteto specifico (hirta) deriva dall'habitus di questa pianta: cosparsa di peli irti.

Il binomio scientifico attualmente accettato (Rudbeckia hirta) è stato proposto da Carl von Linné (1707 – 1778) biologo e scrittore svedese, considerato il padre della moderna classificazione scientifica degli organismi viventi, nella pubblicazione Species Plantarum del 1753.

## Descrizione

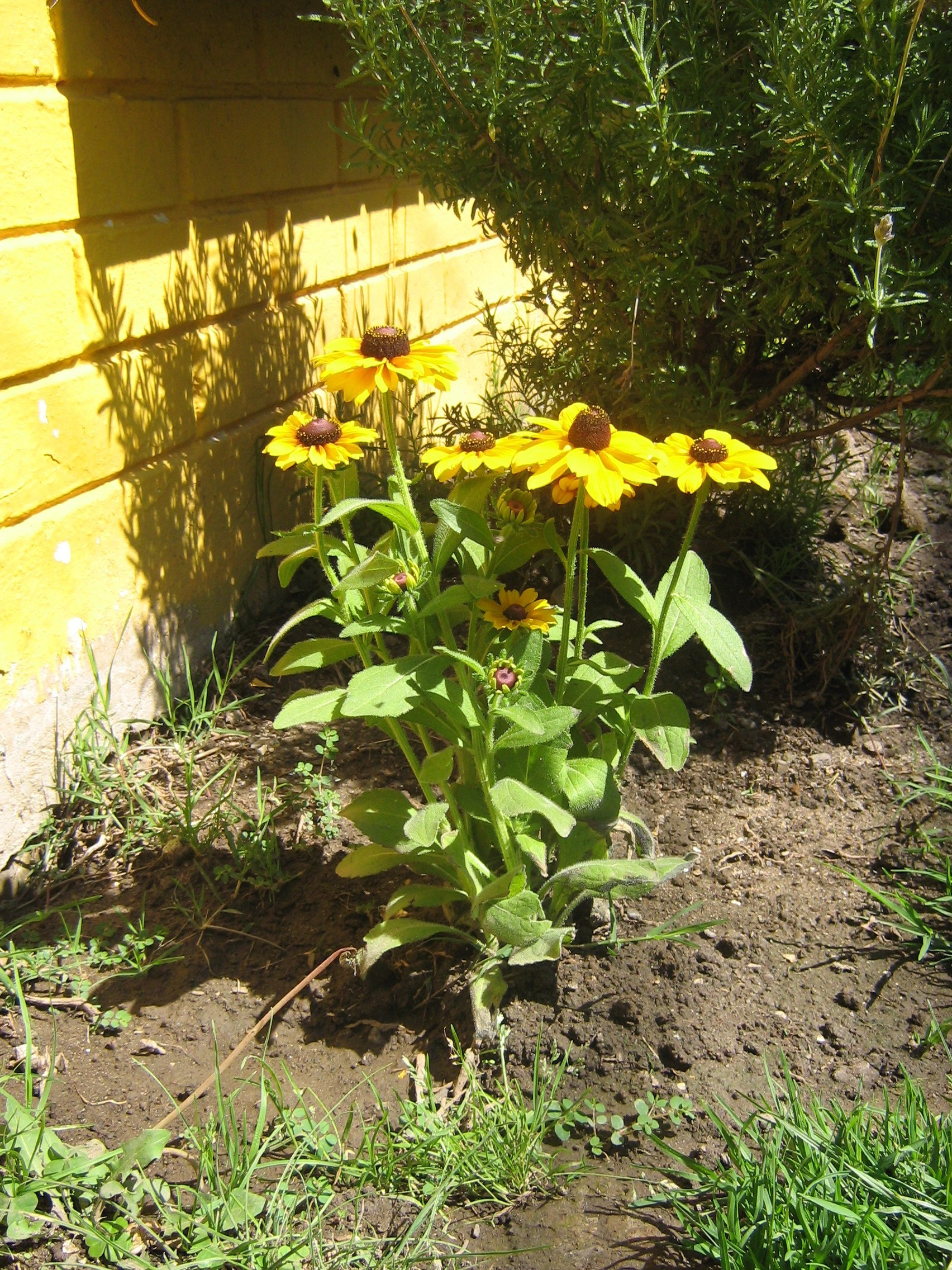
Il portamento

L'altezza di queste piante può variare da 1 a 10 dm. La forma biologica della specie è emicriptofita scaposa/bienne (H scap/H bienn); ossia sono piante perennanti (o biennali, raramente annue) con gemme poste al livello del suolo con fusto allungato e mediamente foglioso. Tutta la pianta è cigliato-ispida.

### Radici
Le radici sono secondarie da rizoma di tipo fibroso.

### Fusto
- Parte ipogea: la parte sotterranea è di tipo rizomatosa.
- Parte epigea: la parte aerea del fusto è eretta, ascendente e poco ramoso. La superficie è irsuta con peli di 1 mm.

### Foglie

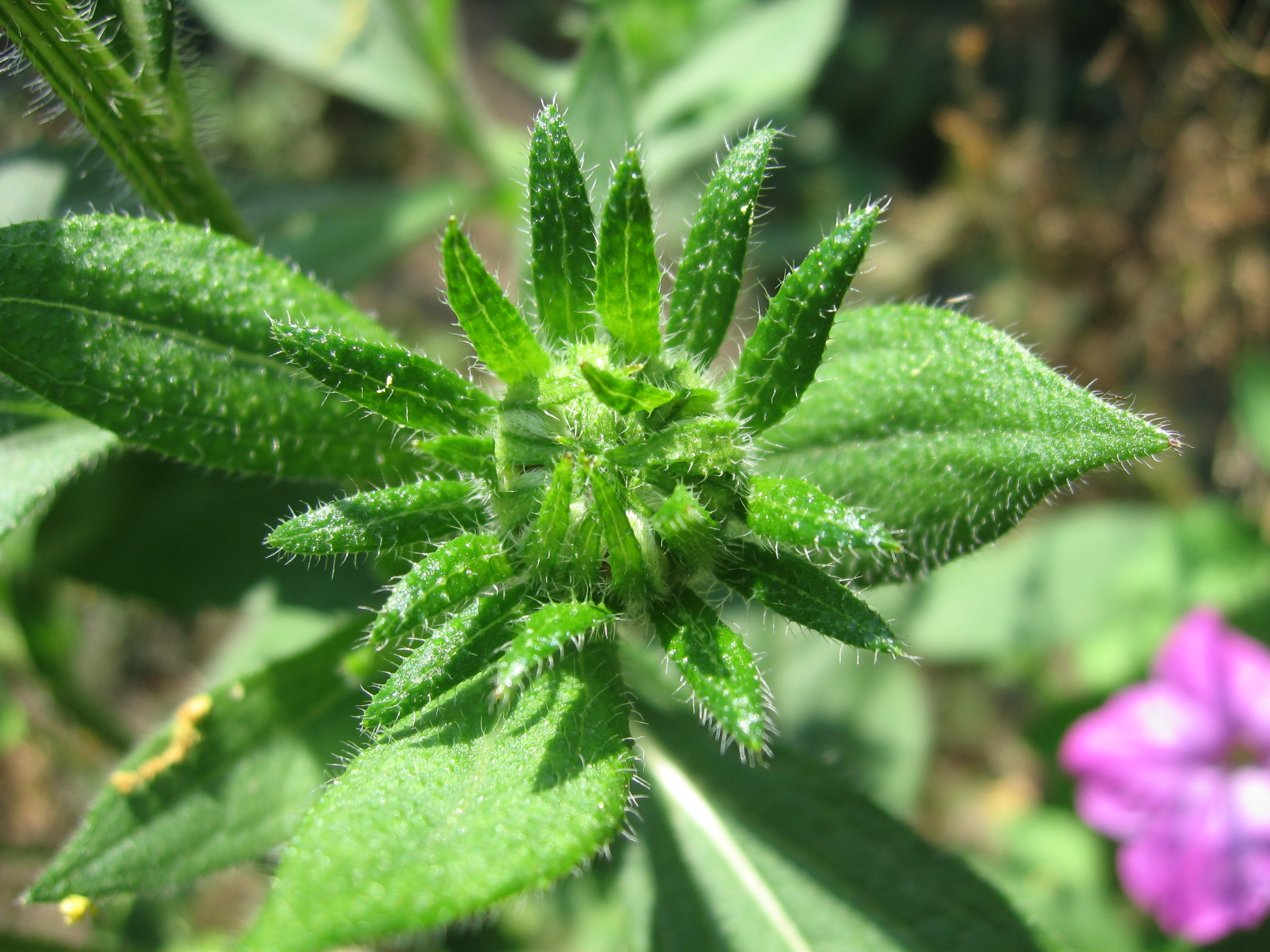
Le foglie cauline

Le foglie sono a disposizione opposta con superfici ruvide e peli ispidi. La forma è lanceolata e intera (eventualmente trilobate) con margini grossolanamente dentati. Quelle basali sono picciolate, mentre quelle superiori sono sessili. Dimensione delle foglie basali: larghezza 0,5 – 7 cm; lunghezza 8 – 30 cm. Dimensione delle foglie foglie cauline: larghezza 0,4 – 4 cm; lunghezza 20 – 30 cm.

### Infiorescenza

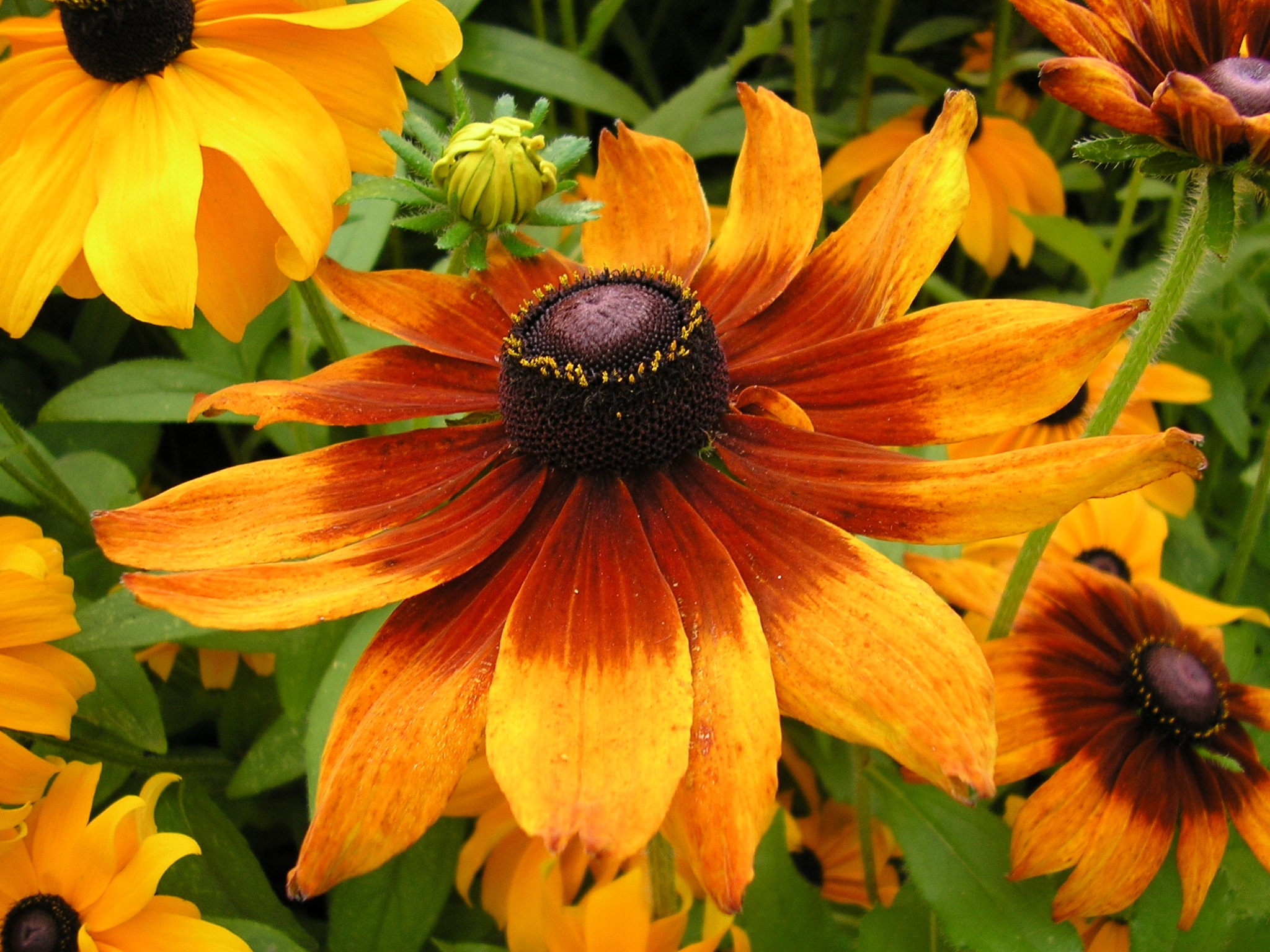
Il capolino

L'infiorescenza è formata da medio-grandi capolini alla sommità di lunghi peduncoli terminali. La struttura dei capolini è quella tipica delle Asteraceae: un peduncolo sorregge un involucro semisferico composto da più squame (o brattee) ispide a disposizione embricata e poste in 3 - 4 serie che fanno da protezione al ricettacolo  conico, assai elevato e provvisto di pagliette acute e persistenti sul quale s'inseriscono due tipi di fiori: quelli esterni ligulati (da 8 a 16) di colore giallo brillante con a volte una macchia marrone o rosso scuro basale, molto più lunghi dell'involucro disposti in modo patente; quelli interni brevemente tubulosi (da 250 a 500) di colore bruno scuro (inizialmente verde giallastro) sporgenti verso l'alto. Diametro dei capolini: 6 – 10 cm. Lunghezza delle squame: 3 cm. Diametro del disco centrale: 12 – 20 mm.

### Fiore

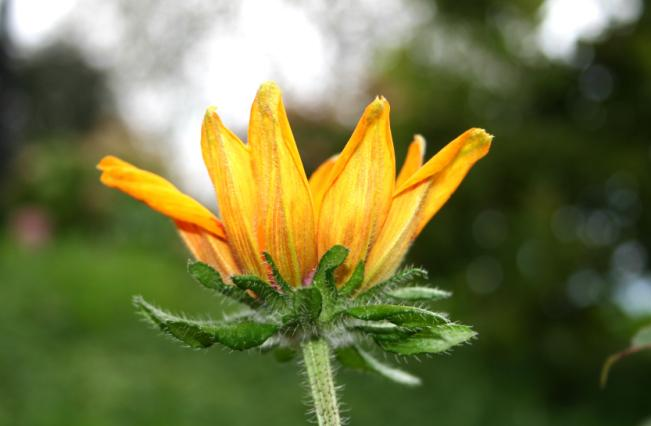
L'involucro con le squame

I fiori sono zigomorfi (quelli ligulati), attinomorfi(quelli tubulosi); sono inoltre tetra-ciclici (formati cioè da 4 verticilli: calice – corolla – androceo – gineceo) e pentameri (calice e corolla formati da 5 elementi). Sono inoltre ermafroditi, più precisamente i fiori del raggio (quelli ligulati) sono sterili; mentre quelli del disco centrale (tubulosi) sono bisessuali.
- Formula fiorale: per questa pianta viene indicata la seguente formula fiorale:

- K 0/5, C (5), A (5), G (2), infero, achenio

- Calice: i sepali sono ridotti ad una coroncina di squame.
- Corolla: i fiori periferici (ligulati) sono nastriformi (provvisti di lunghe lingule – sono decisamente più lunghi dell'involucro) e raggianti. Quelli del disco centrale (tubulosi) hanno delle corolle tubulari a 5 denti. Lunghezza dei fiori ligulati: larghezza 5 – 10 mm; lunghezza 15 – 45 mm. Lunghezza dei fiori tubulosi: 3 – 4,2 mm.
- Androceo: gli stami sono 5 con dei filamenti liberi; le antere  invece sono saldate fra di loro e formano un manicotto che circonda lo stilo. Le antere alla base sono ottuse[3] e il colore è bruno scuro.
- Gineceo: lo stilo è unico con uno stimma filiforme-conico assai breve e pubescente; l'ovario è infero e uniloculare formato da due carpelli concresciuti e contenente un solo ovulo.
- Fioritura: da luglio a settembre.

### Frutti
I frutti sono degli acheni glabri a forma tetragona e senza pappo. Dimensione dei frutti: 1,5 – 2,7 mm.

## Biologia
- Impollinazione: l'impollinazione avviene tramite insetti (impollinazione entomogama).
- Riproduzione: la fecondazione avviene fondamentalmente tramite l'impollinazione dei fiori (vedi sopra).
- Dispersione: i semi cadendo a terra sono successivamente dispersi soprattutto da insetti tipo formiche (disseminazione mirmecoria).

## Distribuzione e habitat

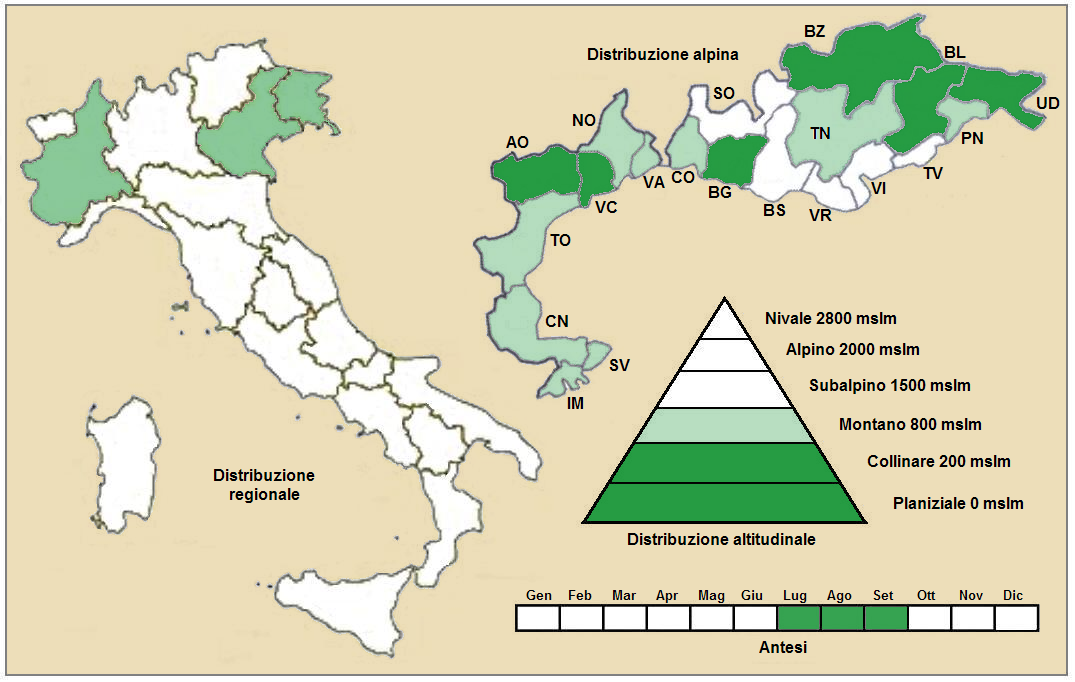
Distribuzione della pianta
(Distribuzione regionale – Distribuzione alpina)

- Geoelemento: il tipo corologico (area di origine) è Nord Americano. Questa specie venne in effetti importata dall'America settentrionale nel 1699 per essere utilizzata nel giardinaggio europeo[4].
- Distribuzione: in Italia si trova in alcune regioni del nord ed è considerata pianta esotica naturalizzata[6]. Nelle Alpi ha una distribuzione discontinua sia all'interno dei confini italiani che oltreconfine: Francia (dipartimenti della Savoia e Alta Savoia), Austria (Länder del Vorarlberg, Tirolo Settentrionale, Tirolo Orientale, Salisburgo, Carinzia, Stiria, Austria Superiore, Austria Inferiore e Slovenia). Sugli altri rilievi europei si trova certamente nella Foresta Nera[7]. Oltre all'Europa questa specie è presente nel Nord America.
- Habitat: l'habitat tipico per questa specie sono gli ambienti ruderali, sentieri e strade rurali, aree abbandonate, scarpate e coltivi ornamentali (giardini, parchi e viali). Il substrato preferito è sia calcareo che siliceo con pH neutro, alti valori nutrizionali del terreno che deve essere umido.
- Distribuzione altitudinale: sui rilievi queste piante si possono trovare fino a 800 m s.l.m.; frequentano quindi i seguenti piani vegetazionali: collinare e montano (oltre a quello planiziale – a livello del mare).

### Fitosociologia
Dal punto di vista fitosociologico la specie di questa voce appartiene alla seguente comunità vegetale:
Formazione: delle comunità perenni nitrofile
Classe: Artemisietea vulgaris
Ordine: Galio-Alliarietalia

## Tassonomia
La famiglia di appartenenza della R. hirta (Asteraceae o Compositae, nomen conservandum) è la più numerosa del mondo vegetale, comprende oltre 23000 specie distribuite su 1535 generi (22750 specie e 1530 generi secondo altre fonti). Il genere di appartenenza (Rudbeckia) è composto da una ventina di specie.

Anche se il genere non è molto corposo, i botanici comunque lo suddividono in varie sezioni secondo caratteristiche sia morfologiche che anatomiche più interne al fiore stesso. La specie di questa voce appartiene al gruppo delle “Rudbeckie” con foglie composte e picciolate e disco centrale (del capolino) di colore bruno, che rimane ovoide anche dopo la fioritura (nell'altro gruppo il disco centrale si allunga fino a diventare cilindraceo).

Il numero cromosomico di R. hirta è: 2n = 38.

### Filogenesi
Alcuni autori (specialmente nel passato) accomunano in uno stesso gruppo sia le specie del genere Rudbeckia che quelle del genere Echinacea. Ma recenti studi filogenetici basati tra l'altro sul DNA nucleare ribosomale indicano che Rudbeckia insieme ai generi Dracopis e Ratibida (escluso quindi il genere Echinacea) formano un gruppo monofiletico (corrispondente alla sottotribù Rudbeckiinae sensu H. Robinson).

### Variabilità
Nell'America del nord sono presenti quattro varietà (non presenti in Italia), qui descritte brevemente:
- var. angustifolia (T.V. Moore) Perdue (1958):  i fusti sono maggiormente ramificati; le foglie basali sono oblanceolate. Distribuzione: dal Texas alla Georgia.
- var. floridana (T.V. Moore) Perdue (1958):  i fusti sono maggiormente ramificati; le foglie basali sono da obovate a orbicolate (sub-rotonde). Distribuzione: Florida.
- var. hirta: i fusti sono poco ramificati; le foglie sono lanceolate con margini grossolanamente dentati. Distribuzione: Monti Appalachi.
- var. pulcherrima Farwell (1904) :  i fusti sono poco ramificati; le foglie basali sono da lanceolate a oblanceolate con margini interi, quelle cauline sono a forma da spatolata a lineare. Distribuzione: America del Nord.

### Sinonimi
Questa entità ha avuto nel tempo diverse nomenclature. L'elenco seguente indica alcuni tra i sinonimi più frequenti:
- Rudbeckia bicolor Nutt. (sinonimo di R. hirta var. pulcherrima)
- Rudbeckia brittonii Small & Vail (1894)
- Rudbeckia flava T.V. Moore
- Rudbeckia floridana T.V. Moore(sinonimo di R. hirta var. floridana)
- Rudbeckia floridana var. angustifolia T.V. Moore (sinonimo di R. hirta var. angustifolia)
- Rudbeckia gracilis Nutt. (1818)
- Rudbeckia hirta var. corymbifera Fernald (sinonimo di R. hirta var. pulcherrima)
- Rudbeckia longipes E.L. Greene (1903)
- Rudbeckia monticola Small (1901)
- Rudbeckia sericea E.L. Greene (1903)
- Rudbeckia serotina Nutt. (1834), non Sweet
- Rudbeckia strigosa Nutt. (1841)

### Specie simili
Le due specie di Rudbeckia presenti sul territorio italiano (Rudbeckia laciniata e Rudbeckia hirta) sono molto simili tra di loro. Si distinguono in quanto la R. hirta è completamente cosparsa di peli irti, mentre le foglie di R. laciniata sono profondamente incise o sono pennato-composte.

## Usi

### Farmacia
In passato questa pianta veniva usata (secondo la medicina popolare) nel trattamento del raffreddore, nell'idropisia e nel trattamento di piaghe in genere.

### Giardinaggio
L'uso principale che attualmente viene fatto di queste piante è nel giardinaggio. Se messe in zone soleggiate o parzialmente ombreggiate su qualsiasi tipo di terreno crescono bene senza grandi problemi. L'effetto migliore si ottiene producendo delle grandi macchie decorative in giardini ampi e piuttosto rustici.